# Mesta tut tichie
Mesta tut tichie (Места тут тихие) è un film del 1967 diretto da Georgij Borisovič Ščukin.